# Pålägg (inspelningsteknik)
För andra betydelser, se Pålägg.
Pålägg eller överdubbning (engelska: overdubbing) är en inspelningsteknik som innebär att en ny inspelning kombineras med en befintlig.
Vid musikproduktion kan pålägg innebära att en musiker lyssnar på ett färdiginspelat musikstycke (vanligtvis genom hörlurar i en inspelningsstudio) och samtidigt spelar in ett nytt spår vid sidan av det första. Syftet är att slutmixen ska innehålla en kombination av dessa spår.
Pålägg används också inom film, för att tillföra berättarröster eller översättningar. Tekniken skiljer sig från dubbning, där ett ljudspår istället ersätts av ett annat.